# Alpandeire
Alpandeire – gmina w Hiszpanii, w prowincji Malaga, w Andaluzji, o powierzchni 31,24 km². W 2011 roku gmina liczyła 274 mieszkańców.